# Diallylether
Diallylether is een vluchtige, licht ontvlambare vloeistof. Het is een ether afgeleid van allylalcohol. Diallylether is onoplosbaar in water.

## Synthese
Diallylether kan gevormd worden door de condensatiereactie van allylalcohol met zichzelf, en met als katalysator koper(I)chloride en zwavelzuur. Een alternatieve methode is de Williamson-ethersynthese met allylalcohol en allylbromide.

## Toepassingen
Diallylether is een reactieve stof dankzij de twee allylgroepen. De dubbele bindingen kunnen gepolymeriseerd worden en de stof is daarom geschikt als (co-)monomeer voor diverse polymeren. Ze wordt ook gebruikt voor de synthese van andere verbindingen: zo kunnen andere allylethers bereid worden door diallylether te reageren met een alcoholen.

## Toxicologie en veiligheid
Diallylether is een vluchtige, licht ontvlambare vloeistof. De damp is ongeveer 3,4 keer zwaarder dan lucht en kan zich langs de grond verspreiden; ontsteking op afstand is dus mogelijk.
De stof kan ontplofbare peroxiden vormen; ze moet daarom in gestabiliseerde vorm opgeslagen worden, koel en in het donker.
De damp is irriterend voor ogen, huid en luchtwegen. De stof kan effecten hebben op het centraal zenuwstelsel, met als gevolg verminderd bewustzijn. De vloeistof ontvet de huid.